# Belnord
Il Belnord (The Belnord) è un celebre edificio residenziale di New York, situato nell'esclusivo contesto dell'Upper West Side di Manhattan. Situato in particolare all'angolo tra Broadway e l'86ª strada, questo edificio è stato inserito nel 1980 nel National Register of Historic Places, ossia nell'elenco ufficiale del governo degli Stati Uniti d'America relativo a distretti, siti, edifici, strutture e oggetti ritenuti meritevoli di conservazione per il loro significato storico.

## Storia
Appartenente a quella speciale sequenza di edifici residenziali newyorkesi iniziata nel 1880 con il Dakota, progettato da Henry Hardenbergh, il Belnord fu progettato nel 1908 dallo studio di architettura Hiss and Weekes e costruito nel 1909. Alto 13 piani, con una superficie a pianta quadrangolare di circa 6000 m² libera sui quattro lati, e realizzato con elementi decorativi in stile rinascimentale italiano, il Belnord è uno dei pochi condomini di New York a occupare un intero isolato e, a suo tempo, fu venduto come il palazzo residenziale più grande del mondo nonché come uno dei più belli della città. Caratterizzato da  due imponenti archi a due piani che forniscono l'ingresso a uno dei più vasti cortili interni di tutta New York, avente una superficie di circa 2000 m² e dotato di giardini all'inglese, in cui erano in origine presenti sei ascensori che portavano alle abitazioni, il Belnord aveva appartamenti dotati anche di salotti e biblioteche, nonché di un sistema di aspirazione centralizzato.
Nella seconda metà del XX secolo, l'edificio fu al centro di uno storico scontro tra proprietari e inquilini, alcuni dei quali portarono avanti uno "sciopero dell'affitto" per circa vent'anni, accusando l'allora proprietaria, Lillian Seril, di non aver mai effettuato le opportune opere di manutenzione allo stabile e di averlo quindi ridotto in uno stato di decadenza. Quando la Seril e suo marito erano diventati gli unici proprietari dello stabile, nel 1974, circa due terzi dei 225 appartamenti erano protetti dalla legge sul controllo degli affitti cittadini, varata al tempo della seconda guerra mondiale, che garantiva agli inquilini un affitto bloccato di meno di 60 dollari per ogni locale dell'appartamento, una cifra molto al di sotto del valore di mercato. I coniugi iniziarono quindi a chiedere la restituzione di somme arretrate, accusando alcuni inquilini di aver, tra le altre cose, illegalmente subaffittato stanze dei propri appartamenti. Questi ultimi risposero che lo stabile stava cadendo a pezzi, con gli ascensori che erano spesso fuori uso, il tetto che perdeva e l'approvvigionamento d'acqua che andava e veniva, e smisero quindi del tutto di pagare l'affitto. Lo sciopero terminò nel 1994, quando la Seril, che aveva nel frattempo sporto denuncia nei confronti degli scioperanti, vendette il palazzo alla Extell Development Company per 15 milioni di dollari. Il nuovo proprietario assunse nuovo personale per manutenere l'edificio, portando parallelamente avanti, per i successivi vent'anni, una lotta atta a rimuovere il sopraccitato blocco degli affitti che ancora vigeva sullo stabile. All fine, nel 2015, il Belnord fu venduto all'HFZ Capital Group per 555 milioni di dollari. Il nuovo proprietario diede in seguito mandato all'architetto Robert A. M. Stern di rinnovare 95 appartamenti dell'edificio, venduti poi a partire dal 2017 per cifre che andavano dai 3 milioni di dollari, per un appartamento con due stanze da letto, ai 18 milioni  di dollari, per uno con 7 camere da letto.

## Riferimenti nella cultura di massa

### Cinema
- Il Belnord compare in una delle sequenze finali del film "Una notte d'estate - Gloria" del 1980, girate sia nel cortile (ripreso con le stesse inquadrature ricorrenti in Only Murders in the Buliding), sia all'interno; costituisce, precisamente, la location dell'incontro tra Gloria e Tanzinni. Il Belnord nel film "Una notte d'estate (Gloria)"Il Belnord nel film "Una notte d'estate (Gloria)"

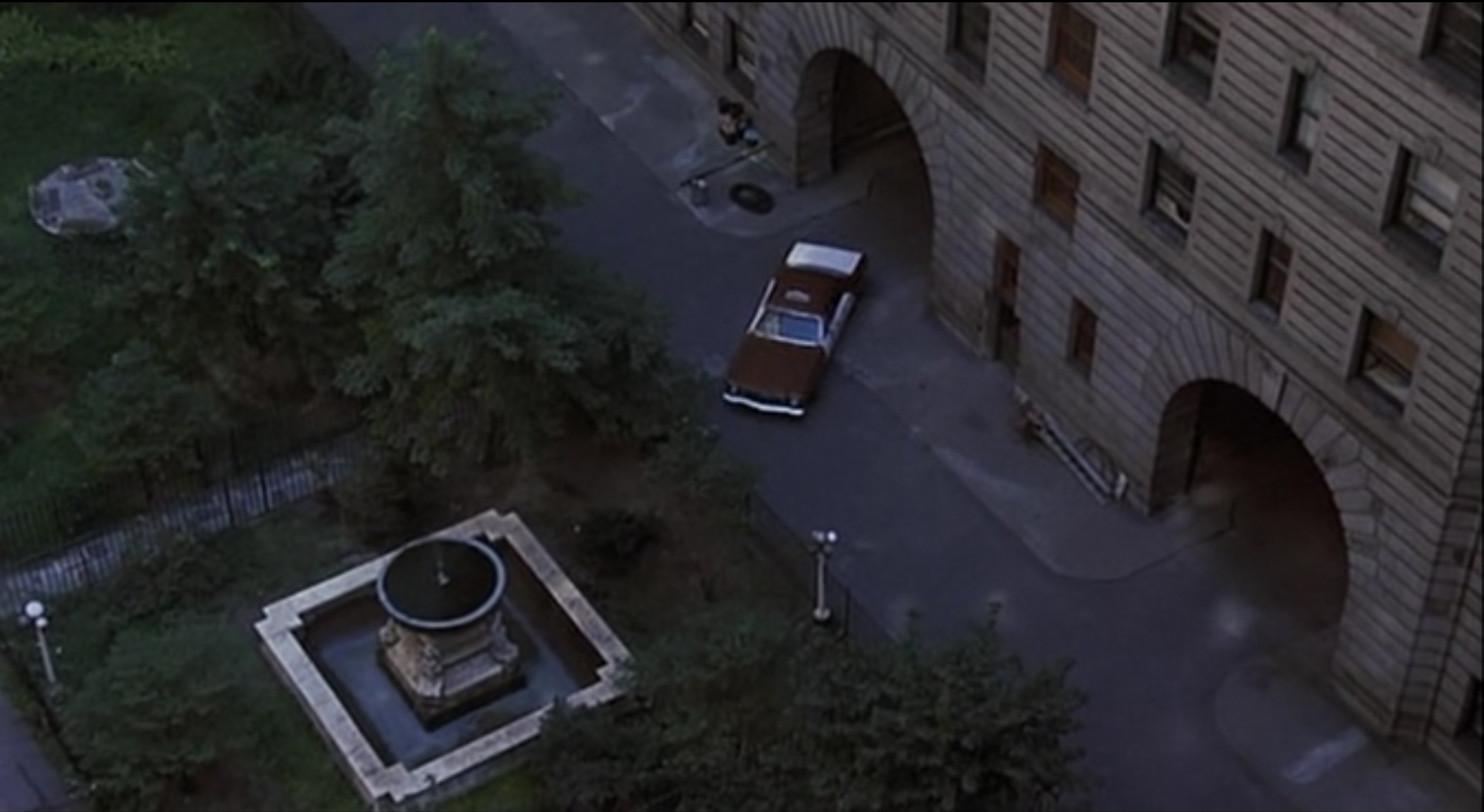
Il Belnord nel film "Una notte d'estate (Gloria)"

Il Belnord nel film "Una notte d'estate (Gloria)"

### Televisione
- Il Belnord, all'interno del quale sono severamente vietate intrusioni e riprese video o fotografiche per tutelare la riservatezza degli inquilini, è stato utilizzato per le riprese esterne come l'immaginario Arconia Building nella serie comica Only Murders in the Building.[6]